# Sphaerothecium
Sphaerothecium là một chi rêu trong họ Dicranaceae.